# Mirosław Karolczuk
Mirosław Karolczuk (ur. 15 października 1965 w Augustowie) – polski samorządowiec, urzędnik, od 2018 burmistrz Augustowa.

## Życiorys
Magister zarządzania Wyższej Szkole Finansów i Zarządzania w Białymstoku. Od 1994 roku Zastępca Dyrektora w Powiatowym Urzędzie Pracy w Augustowie. W latach 2015–2017 zajmował stanowisko Zastępcy Burmistrza.
W wyborach w 2018 zwycięsko wystartował na urząd Burmistrza Augustowa z ramienia lokalnego komitetu wyborczego wyborców „KWW Nasze Miasto”. W październiku 2019 roku został nagrodzony statuetką Orła WPROST za rozwój inwestycyjny miasta i skuteczne pozyskiwanie środków zewnętrznych w kategorii "Samorządowiec Roku". W 2024 z powodzeniem ubiegał się o reelekcję, pokonując w II turze Andrzeja Zarzeckiego z Koalicji Obywatelskiej.